# 장 라스파유

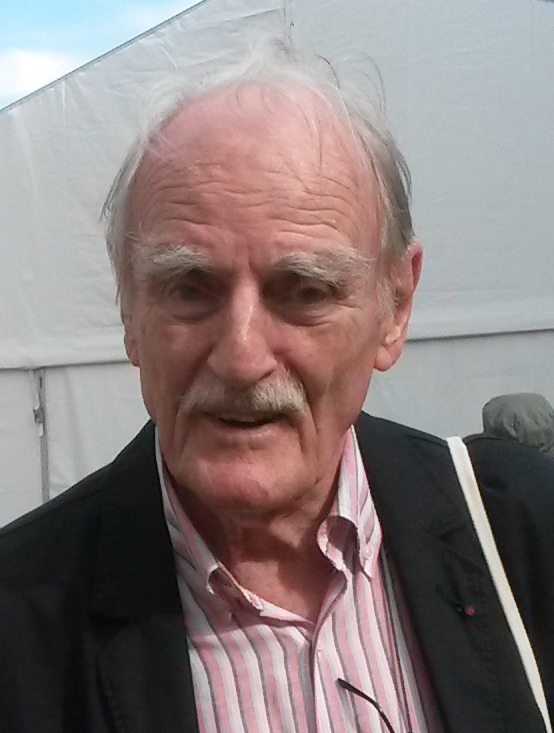

장 라스파유(Jean Raspail, 1925년 7월 5일 ~ 2020년 6월 13일)는 프랑스의 작가, 여행자, 탐험가였다. 그의 책들 중 많은 것들은 역사적 인물, 탐험, 토착민들에 관한 것이다. 그는 논란이 많은 1973년의 소설, 《성자들의 진지》로 알려져 있다. 이 소설은 유럽으로의 제3세계 집단 이민에 관한 소설이다. 그는 제3세계 이민에서 서구 문명의 붕괴를 예견하고 있다. 라스파유는 《르 피가로》에 1985년 공동 기고문("2015년에도 프랑스는 여전히 프랑스인이 될 것인가?")에서 이러한 견해를 거듭 밝히면서 "프랑스의 비유럽 이민 인구의 비율이 증가하여 전통적인 프랑스 문화, 가치, 정체성의 생존을 위태롭게 할 것"이라고 주장했다.